# 崙雅村 (花壇鄉)
崙雅村，是臺灣彰化縣花壇鄉所轄的18個村之一，位在花壇鄉西境，與中口、南口、劉厝、花壇等村相鄰，其西界與秀水鄉秀水村相接。面積1.51平方公里、1715人。

## 村名由來
來源自舊地名「崙仔頂」，並雅化為「崙雅」。

## 歷史沿革
崙雅村於清代時隸屬燕霧上堡口庄；明治35年（1902年）時，改彰化廳燕霧上堡口庄；明治42年（1909年）改彰化支廳茄苳腳區口庄；至大正9年（1920年）則隨行政區調整，隸屬彰化郡花壇庄口庄大字。
二次大戰結束後，國民政府接收臺灣，以原先口庄大字的崙子頭小字範圍設為崙雅村。